# Stade des Trois Tilleuls
Stade des Trois Tilleuls (niderl. Drie Lindenstadion) – wielofunkcyjny stadion w gminie Watermael-Boitsfort (Region Stołeczny Brukseli), w Belgii. Został otwarty 11 listopada 1948 roku. Może pomieścić 40 000 widzów. Swoje spotkania rozgrywają na nim piłkarze klubu RRC de Boitsfort.
Budowa stadionu rozpoczęła się w 1946 roku. Obiekt powstawał dla klubu sportowego Racing Club de Bruxelles, mającego wówczas sekcję piłkarską i lekkoatletyczną. Drużyna piłkarska tego klubu miała bogate tradycje; był to jeden z założycieli ligi belgijskiej, który przed I wojną światową sześciokrotnie wygrywał krajowe rozgrywki, w 1912 roku triumfował również w pierwszej edycji Pucharu Belgii. Użytkowany dotąd Stade du Vivier d'Oie w gminie Uccle był dla grającej nadal w najwyższej klasie rozgrywkowej drużyny zbyt mały. Wysokie aspiracje klubu przyczyniły się do budowy bardzo dużego obiektu o pojemności 40 000 widzów. Boisko nowego stadionu, powstałego w gminie Watermael-Boitsfort, otoczone zostało bieżnią lekkoatletyczną. Wzdłuż prostej, od strony zachodniej, wybudowano zadaszoną trybunę główną, z pozostałych stron bieżnię otaczały odkryte, betonowe trybuny oparte na wałach ziemnych. Otwarcie nowej areny miało miejsce 11 listopada 1948 roku, a na inaugurację rozegrano przy pełnych trybunach mecz towarzyski, w którym zespół złożony z piłkarzy reprezentujących Brukselę uległ włoskiemu Torino AC 0:3 (był to wówczas czołowy włoski klub, jednak kilka miesięcy później, 4 maja 1949 roku, niemal cała drużyna zginęła w katastrofie lotniczej pod Turynem). Racing Club de Bruxelles po otwarciu nowego stadionu zaczął jednak notować coraz gorsze rezultaty, a rozmiary obiektu znacznie przekroczyły zapotrzebowanie klubu. W 1954 roku klub nie był w stanie dłużej spłacać rat za nowy stadion i przekazał go miastu, jednocześnie wyprowadzając się na stadion Heysel. W późniejszym czasie gospodarzem stadionu został amatorski klub piłkarski RRC de Boitsfort, powrócili na niego również lekkoatleci Racing Club de Bruxelles.
Z pojemnością na poziomie 40 000 widzów obiekt jest drugim pod względem wielkości stadionem w Belgii (po stadionie Króla Baudouina I). Stadion odbiega jednak od współczesnych standardów, a trybuny na co dzień wykorzystywane są tylko w niewielkim stopniu. Nazwa areny (fr. Stade des Trois Tilleuls, niderl. Drie Lindenstadion, pol. Stadion Trzech Lip) wzięła się od rosnących w niedużej odległości od stadionu trzech lip (po obumarciu jednej z nich w latach 70. XX wieku pozostały tylko dwie). W 2010 roku obiekt uznany został za zabytek.